# Money for Nothing (single)
"Money for Nothing" is een nummer van de Britse rockband Dire Straits. Het verscheen voor het eerst op hun bestverkochte vijfde studioalbum Brothers in Arms uit 1985. Op 24 juni dat jaar werd het nummer wereldwijd op vinylsingle en cassette-single uitgebracht. In juli 1989 werd het nummer met "Brothers in Arms" als dubbele A-kant opnieuw uitgebracht op cd-single en cd-video.
Het nummer werd gekenmerkt door zijn controversiële teksten en vooruitgang op het gebied van videoclips. De clip is gemaakt met digitale animatie, wat voor die tijd bijzonder was en was de eerste die bij de lancering van MTV Europe in oktober 1987 werd uitgezonden. De tekst werd geschreven door Mark Knopfler met hulp van Sting die deels meezong. Het gitaarwerk is geïnspireerd op dat van gitarist Billy Gibbons van ZZ Top.

## Achtergrond
In Nederland werd de oorspronkelijke uitgave van de plaat in de zomer van 1985 veel gedraaid op Hilversum 3 en werd een radiohit in de destijds drie landelijke hitlijsten op de nationale publieke popzender. De plaat bereikte de 35e positie in de Nationale Hitparade en de 42e positie in de TROS Top 50. De Nederlandse Top 40 werd toen niet gehaald, de plaat bleef steken in de Tipparade. In de Europese hitlijst op Hilversum 3, de TROS Europarade, werd de 11e positie behaald.
In België bereikte de plaat de 38e positie in de voorloper van de Vlaamse Ultratop 50. In zowel de Vlaamse Radio 2 Top 30 als de Waalse hitlijst werd géén notering behaald.
In de Amerikaanse Billboard Hot 100 voerde de plaat drie weken de lijst aan.

## Videoclip
De videoclip wed destijds in Nederland op televisie uitgezonden door de popprogramma's Toppop van de AVRO, Popformule van de TROS en het destijds enorm populaire Countdown van Veronica.

## Heruitgave 1989
In juli 1989 werd de plaat opnieuw uitgebracht in Europa, met als dubbele A-kant het nummer "Brothers in Arms". De plaat werd in Nederland een bescheiden radiohit in de destijds twee landelijke hitkijsten op de toentertijd nationale publieke popzender Radio 3 en bereikte de 27ste positie in de Nederlandse Top 40 en piekte op de 23e positie in de Nationale Hitparade Top 100. 
In België behaalde de plaat géén notering in zowel de voorloper van de Vlaamse Ultratop 50 als de Vlaamse Radio 2 Top 30 als de Waalse hitlijst.
In de sinds december 1999 jaarlijks uitgezonden NPO Radio 2 Top 2000 van de Nederlandse publieke radiozender NPO Radio 2 staat de plaat onafgebroken genoteerd, met als hoogste notering tot nu toe een 93e positie in 2024.

## Betekenis
Mark Knopfler raakte geïnspireerd toen hij in een elektronicawinkel het personeel commentaar hoorde geven op de videoclips die op de beeldschermen getoond werden. Het personeel sprak neerbuigend over de pop-artiesten die ogenschijnlijk met weinig moeite veel geld verdienen terwijl hardwerkende mensen in loondienst veel minder verdienen. Hij vroeg om pen en papier en begon alvast te schrijven. Hij zou het nummer uiteindelijk samen met Sting schrijven. Het is de stem van Sting die aan het begin van het nummer de tekst "I want my MTV" (tevens zijn inbreng in het nummer) zingt. Verder zong hij in dit nummer alle hoge partijen (tweede stem).
De tekst bevat citaten van de winkelbedienden die elektronica en witgoed moeten sjouwen. Ze praten over de artiesten alsof ze met goedkope trucjes hun publiek weten in te pakken en vrouwen weten te versieren. Er ontstond enige controverse doordat in de songtekst de term faggot wordt gebruikt om een artiest mee aan te duiden. Om deze reden zijn er aangepaste versies van het nummer verschenen waarin faggot door queenie is vervangen.

## Videoclip achtergrond
De videoclip was een van de eerste die met digitale animatie vervaardigde was en daardoor zijn tijd vooruit. Omdat deze ironisch over MTV gaat, was het de eerste die werd uitgezonden op MTV Europe, toen de zender startte op 1 augustus 1987. De clip werd gemaakt door Ian Pearson en Gavin Blair. Mark Knopfler was er eerst niet voor te vinden, maar MTV kon hem toch overtuigen.
In de clip zijn twee mannen te zien die samen in een elektronicawinkel werken. De ene is verzot op muziekzender MTV en wordt er letterlijk ingezogen. De andere heeft alleen maar commentaar op wat hij op deze muziekzender ziet. In de videoclip zijn digitaal aangepaste fragmenten van een optreden van Dire Straits te zien. Ook zijn twee clips van fictieve bands te zien:
- De eerste clip is van de Hongaarse band Első Emelet maar wordt in de clip getoond als Baby, Baby van de band First Floor van het album Turn Left uitgebracht door Magyar Records. Magyar betekent Hongarije in het Hongaars en első emelet betekent eerste verdieping.
- De tweede clip is geheel fictief. Het is het nummer Sally van de Ian Pearson Band. De bandnaam is een verwijzing naar een van de makers van de clip. De beelden met een vrouw in lingerie zijn opgenomen in het Vissersbastion in Boedapest.

Doordat de ene medewerker zoveel commentaar geeft raakt de andere door het wachten en naar de tv staren bevroren door een opstaande ijskast en moet zijn hoofd ontdooid worden in een magnetron.

## Hitnoteringen

### Nederlandse Top 40
| Hitnotering: 12-08-1989 t/m 02-09-1989 | Hitnotering: 12-08-1989 t/m 02-09-1989 | Hitnotering: 12-08-1989 t/m 02-09-1989 | Hitnotering: 12-08-1989 t/m 02-09-1989 | Hitnotering: 12-08-1989 t/m 02-09-1989 | Hitnotering: 12-08-1989 t/m 02-09-1989 |
| Week:                                  | 1                                      | 2                                      | 3                                      | 4                                      |                                        |
| -------------------------------------- | -------------------------------------- | -------------------------------------- | -------------------------------------- | -------------------------------------- | -------------------------------------- |
| Positie:                               | 32                                     | 27                                     | 27                                     | 37                                     | uit                                    |

### Nationale Hitparade / Nationale Hitparade Top 100
| Hitnotering: 27-07-1985 t/m 24-08-1985 Hitnotering: 22-07-1989 t/m 23-09-1989 | Hitnotering: 27-07-1985 t/m 24-08-1985 Hitnotering: 22-07-1989 t/m 23-09-1989 | Hitnotering: 27-07-1985 t/m 24-08-1985 Hitnotering: 22-07-1989 t/m 23-09-1989 | Hitnotering: 27-07-1985 t/m 24-08-1985 Hitnotering: 22-07-1989 t/m 23-09-1989 | Hitnotering: 27-07-1985 t/m 24-08-1985 Hitnotering: 22-07-1989 t/m 23-09-1989 | Hitnotering: 27-07-1985 t/m 24-08-1985 Hitnotering: 22-07-1989 t/m 23-09-1989 | Hitnotering: 27-07-1985 t/m 24-08-1985 Hitnotering: 22-07-1989 t/m 23-09-1989 | Hitnotering: 27-07-1985 t/m 24-08-1985 Hitnotering: 22-07-1989 t/m 23-09-1989 | Hitnotering: 27-07-1985 t/m 24-08-1985 Hitnotering: 22-07-1989 t/m 23-09-1989 | Hitnotering: 27-07-1985 t/m 24-08-1985 Hitnotering: 22-07-1989 t/m 23-09-1989 | Hitnotering: 27-07-1985 t/m 24-08-1985 Hitnotering: 22-07-1989 t/m 23-09-1989 | Hitnotering: 27-07-1985 t/m 24-08-1985 Hitnotering: 22-07-1989 t/m 23-09-1989 | Hitnotering: 27-07-1985 t/m 24-08-1985 Hitnotering: 22-07-1989 t/m 23-09-1989 | Hitnotering: 27-07-1985 t/m 24-08-1985 Hitnotering: 22-07-1989 t/m 23-09-1989 | Hitnotering: 27-07-1985 t/m 24-08-1985 Hitnotering: 22-07-1989 t/m 23-09-1989 | Hitnotering: 27-07-1985 t/m 24-08-1985 Hitnotering: 22-07-1989 t/m 23-09-1989 | Hitnotering: 27-07-1985 t/m 24-08-1985 Hitnotering: 22-07-1989 t/m 23-09-1989 | Hitnotering: 27-07-1985 t/m 24-08-1985 Hitnotering: 22-07-1989 t/m 23-09-1989 |
| Week:                                                                         | 1                                                                             | 2                                                                             | 3                                                                             | 4                                                                             | 5                                                                             |                                                                               | 6                                                                             | 7                                                                             | 8                                                                             | 9                                                                             | 10                                                                            | 11                                                                            | 12                                                                            | 13                                                                            | 14                                                                            | 15                                                                            |                                                                               |
| ----------------------------------------------------------------------------- | ----------------------------------------------------------------------------- | ----------------------------------------------------------------------------- | ----------------------------------------------------------------------------- | ----------------------------------------------------------------------------- | ----------------------------------------------------------------------------- | ----------------------------------------------------------------------------- | ----------------------------------------------------------------------------- | ----------------------------------------------------------------------------- | ----------------------------------------------------------------------------- | ----------------------------------------------------------------------------- | ----------------------------------------------------------------------------- | ----------------------------------------------------------------------------- | ----------------------------------------------------------------------------- | ----------------------------------------------------------------------------- | ----------------------------------------------------------------------------- | ----------------------------------------------------------------------------- | ----------------------------------------------------------------------------- |
| Positie:                                                                      | 41                                                                            | 35                                                                            | 35                                                                            | 39                                                                            | 49                                                                            | uit                                                                           | 81                                                                            | 67                                                                            | 49                                                                            | 30                                                                            | 23                                                                            | 23                                                                            | 36                                                                            | 56                                                                            | 82                                                                            | 100                                                                           | uit                                                                           |

### TROS Top 50
De plaat stond destijds van donderdag 29 augustus t/m donderdag 5 september 1985 2 weken achtereen genoteerd in de hitlijst op de 42e positie.

### TROS Europarade
Hitnotering: 15-08-1985 t/m 19-09-1985. Hoogste notering: #11 (1 week).

### NPO Radio 2 Top 2000
| Nummer met noteringen in de NPO Radio 2 Top 2000 | '99 | '00 | '01 | '02 | '03 | '04 | '05 | '06 | '07 | '08 | '09 | '10 | '11 | '12 | '13 | '14 | '15 | '16 | '17 | '18 | '19 | '20 | '21 | '22 | '23 | '24 |
| ------------------------------------------------ | --- | --- | --- | --- | --- | --- | --- | --- | --- | --- | --- | --- | --- | --- | --- | --- | --- | --- | --- | --- | --- | --- | --- | --- | --- | --- |
| Money for Nothing                                | 331 | 443 | 325 | 252 | 198 | 306 | 279 | 304 | 303 | 268 | 262 | 255 | 225 | 215 | 195 | 234 | 207 | 193 | 186 | 158 | 173 | 161 | 158 | 153 | 137 | 93  |

1. ↑  Een vetgedrukt getal geeft de hoogste notering aan.

Mark Knopfler · John Illsley
Guy Fletcher · Alan Clark · David Knopfler · Pick Withers · Hal Lindes · Terry Williams · Jack Sonni